# Drumband & Majorettenkorps Maasbree
Drumband en Majorettenkorps Maasbree is een muziek- en showvereniging uit de Noord-Limburgse plaats Maasbree.

## De oprichting
In 1953 werd door de Fanfare St Aldegondis, die toen al langer bestond, een trommelkorps opgericht, drie jaar later ging dit trommelkorps zelfstandig verder onder de naam "Drumband 'Maasbree' te Maasbree". In 1973 - twintig jaar na het ontstaan van het trommelkorps - werden er majorettes aan de vereniging toegevoegd.

## Drumband
Drumband Maasbree werd opgericht op 15 juli 1953. In de loop der jaren promoveerden men geregeld in divisies. De drumband had vooral succes in de jaren 90, waarin de groep binnen korte tijd de hoogste klasse (Eredivisie) werd bereikt binnen het drumbandwezen. Opmerkelijk is dat deze prestatie werd bereikt vanuit de derde divisie door elke 2 jaar te promoveren naar een divisie hoger. Dit is binnen het kortst mogelijk tijdsbestek binnen het amateurwezen. Daarnaast werd dit bereikt zonder hulp van professioneel geschoolde muzikanten. Als bekroning van deze periode nam de drumband o.l.v instructeur Hans van Leuven deel aan het Wereld Muziek Concours (WMC) in 2001 te Kerkrade.
Naast de traditionele optredens en muziekconcoursen werd in 2007 “Slagwerk Ensemble Maasbree” (SLEM) toegevoegd aan Drumband en Majoretten Maasbree.
Onder deze naam treden drumbandleden op om - anders dan de traditionele concertwerken - populairdere muziekwerken te presenteren aan een breder publiek.

## Majoretten
In 1973 werd er een start gemaakt met een majorettenafdeling. De majorettes behaalden veel successen, met een topgroep in de jaren negentig onder leiding van toenmalige instructrice Ingrid Verblakt. Deze groep stroomde in korte tijd door naar de Eredivisie en behaalde hier het Nederlandse Kampioenschap (FKM) in de Eredivisie.
Vanaf 1999 is het majorettekorps onder leiding komen te staan van Suzanne Hebben. Suzanne komt uit de eigen opleiding en heeft zelf aan de Europese top meegedraaid. Als instructrice weet ze dat met haar majorettes ook te bereiken: De Maasbreese majorettes behoren nog steeds tot de Nederlandse top en enkele danseressen behaalden de Nederlandse afvaardiging tijdens de jaarlijkse Europese kampioenschappen Twirling.

## Eigen clubgebouw
Na vele jaren gebruik te hebben gemaakt van het vorige verenigingslokaal van plaatselijke Schutterij St. Martinus Maasbree, werd er in 1996 een eigen clubgebouw aangekocht. Dit gebouw ligt aan de Oude Heldenseweg in Maasbree en heeft als naam Clublokaal De Batrom. Het Mariaplein achter clubgebouw de Batrom is vernoemd naar oud-voorzitster en erelid Maria Schreurs-Linssen. Het plein dient als parkeerplaats, maar wordt in de zomermaanden gebruikt door zowel de drumband (exercitie) als de majorettes om buiten te trainen.